# Syco Music
Syco Music (Syco Records) – brytyjska wytwórnia muzyczna, założona w 2002 roku przez Simona Cowella. Przedsiębiorstwo jest firmą-córką Syco Entertainment.
Syco Music współpracuje z Sony Music, kontynuując współpracę Cowella z BMG (później Sony BMG, a obecnie Sony Music). Syco Music zajmuje się głównie odnajdywaniem talentów, głównie przez programy telewizyjne szukające nieodkrytych talentów spośród zwykłych ludzi.
Wytwórnia wydała debiutanckie albumy takich artystów jak One Direction, Leona Lewis, Il Divo, Shayne Ward, Little Mix, Alexandra Burke czy Susan Boyle. Syco Music wydało również charytatywny singel ”Everybody Hurts” w wersji Helping Haiti.
Firma od 2002 roku wydała nagrania m.in. takich wykonawców jak: Gareth Gates, Steve Brookstein, Bianca Ryan, George Sampson, Angelis, Leon Jackson, Same Difference, Rhydian, Paul Potts, Ella Henderson oraz Escala.